# يو إف سي 118
يو إف سي 118: إدغار ضد بن 2 (بالإنجليزية: UFC 118: Edgar vs. Penn 2)‏ هو حدث لفنون القتال المختلطة نظمته يو إف سي، أُقيم في 28 أغسطس 2010، على تي دي غاردن في بوسطن، ماساتشوستس، الولايات المتحدة.